# 魏斯林根
魏斯林根（德語：Weisslingen）是瑞士联邦苏黎世州普费菲孔区的市镇。该市镇面积为12.81平方千米，海拔高度576米，2018年12月31日人口数为3,384。

## 外部連結
- 魏斯林根官方网站 （页面存档备份，存于） （德文）